# 알베르토 체리
알베르토 체리(이탈리아어: Alberto Cerri, 1996년 4월 16일, 이탈리아 파르마 ~ )는 세리에 A의 클럽 엠폴리에서 스트라이커로 뛰는 이탈리아의 축구 선수다.